# Kościół Wniebowzięcia Najświętszej Maryi Panny w Krzczonowie
Kościół Wniebowzięcia Najświętszej Maryi Panny – rzymskokatolicki kościół parafialny należący do parafii pod tym samym wezwaniem (dekanat Bychawa archidiecezji lubelskiej).
Jest to świątynia wzniesiona w latach 1633–1653, następnie odnowiona w 1680 roku. W 1685 roku została zniszczona przez pożar, a rok później odbudowana. Po kolejnym pożarze została odrestaurowana w 1776 roku, konsekrowano ją w 1780 roku. W 1835 roku została podwyższona. Uszkodzona została w czasie I wojny światowej i gruntownie została odnowiona w latach 1925–1926.
Budowla jest orientowana, murowana, wybudowana z kamienia i cegły oraz otynkowana. W rezultacie licznych remontów i przebudów posiada cechy stylu późnobarokowego. Składa się z jednej nawy, z węższym i niższym prezbiterium, zamkniętym wielobocznie. Przy prezbiterium od strony północnej i południowej są umieszczone dwukondygnacyjne zakrystia i skarbiec. Od strony zachodniej znajduje się dwukondygnacyjna, kwadratowa kruchta dobudowana być może w 2. połowie XVIII wieku.
Nawa i prezbiterium opinają na zewnątrz pilastry. Fasada (być może z 1776 roku) zwieńczona jest trójkątnym szczytem rozczłonkowanym lizenami. W szczycie znajduje się okulus, umieszczony w profilowanej opasce. W kruchcie znajduje się otwór wejściowy zamknięty półkoliście, ujęty opaską – gładką na dole i z profilowaną archiwoltą. W drugiej kondygnacji kruchty od frontu jest umieszczone prostokątne, zamknięte półkoliście okno, ujęte podobną opaską. W elewacjach bocznych płyciny są zaprojektowane tak, jak okno.
W elewację świątyni wmurowane są puste pociski artyleryjskie – jest to pamiątka z czasów I wojny światowej. Budowla nakryta jest dachami dwuspadowymi, ten nad absydą przechodzi w stożkowy. Nad nawą znajduje się wieżyczka na sygnaturkę – ośmiokątna, o dwóch kondygnacjach, z arkadową galeryjką. Wszystkie dachy pokryte są pomalowaną na czerwony kolor blachą.